# Гассон, Элена
Элена Гассон (англ. Helena Gasson, род. 8 декабря 1994, Окленд) — новозеландская пловчиха. Член сборной Новой Зеландии по плаванию. Многократная чемпионка и рекордсменка Новой Зеландии по плаванию. Участница летних Олимпийских игр 2016 года.

## Личная жизнь
Элена Гассон родилась 8 декабря 1994 года в Окленде, в Новой Зеландии, и выросла в Вайкато. Она проходила обучение в Университете Вайкато, где получила степень бакалавра в области физической культуры и спорта в рамках стипендиальной программы сэра Эдмунда Хиллари.
Элена из многодетной семьи, у неё три сестры и брат: Жаклин, Натали, Делия и Уильям.
В настоящее время Гассон является членом Прибрежного плавательного клуба и тренируется у Майкла Уэстона.

## Спортивная карьера
В 2013 году на открытом чемпионате Новой Зеландии Элена завоевала серебряную медаль на дистанции 200 метров баттерфляем. В 2014 году она повторила свой успех, а также заняла второе место на дистанции 400 метров комплексным плаванием. На чемпионате 2015 года она выиграла четыре национальных титула: в комплексе на 200 и 400 метров, а также на 100 и 200 метров баттерфляем.
На открытом чемпионате Новой Зеландии по плаванию 2016 года она установила новый национальный рекорд на 100-метровке баттерфляем, достигнув при этом квалификационного стандарта на летние Олимпийские игры 2016 года. Её финишное время составило 58,66 секунды и было на 0,08 секунды меньше времени квалификации на Олимпийские игры. На 200-метровке баттерфляем Элена побила свой собственный рекорд, проплыв за 2:09,84 секунды, но этого не хватило, чтобы квалифицироваться на Олимпийский турнир. Она выиграла также национальные титулы на 400-метровке комплексом и на 50 метрах баттерфляем.
15 апреля 2016 года Гассон была определена в пятёрку олимпийских дебютантов в команде из восьми пловцов от Новой Зеландии, которые должны были выступить на летних Олимпийских играх 2016 года в Рио-де-Жанейро. Там она соревновалась на дистанции 100 и 200 метров баттерфляем. На стометровке она стала 33-й в итоговом протоколе с результатом 59,82 секунды, а на дистанции вдвое больше 25-й с результатом 2:12,28.
В 2017 году Элена Гассон квалифицировалась на чемпионат мира по плаванию, где она соревновалась на 200 и 400 метров комплексным плаванием, а также на 50 и 200 метров баттерфляем. Высоких достижений на этом турнире она не установила.
В 2018 году Гассон представлял Новую Зеландию на Играх Содружества, соревнуясь на всех дистанциях баттерфляем, а также в эстафетах 4 по 100 комплексным плаванием и 4 по 100 вольным стилем.
В 2019 году Гассон побила 7 рекордов Новой Зеландии на короткой дистанции на чемпионате Новой Зеландии в заплывах баттерфляем на 50, 100 и 200 метров, а также на дистанциях 100 и 200 метров комплексным плаванием. За это спортсменка была удостоена звания "Лучший отечественный пловец года" в 2019 году.
В 2020 году Элену пригласили в составе команды Лос-Анджелеса для участия во 2-м сезоне Международной лиги плавания, которая проходила в Будапеште, в Венгрии.